# Бентвелд
Бентвелд (нід. Bentveld) — село в нідерландській провінції Північна Голландія. Входить до муніципалітету Зандворт. Частина території села відноситься до сусіднього муніципалітету Блумендал.
Його площа становить 0,78 км², а населення станом на 2021 рік складало 1 025 осіб.
Перша згадка про населений пункт датується 1615 роком.